# D'Arcy Wentworth Thompson
D'Arcy Wentworth Thompson   (Edimburg, 2 de maig de 1860 - Saint Andrews, 21 de juny de 1948) va ser un zoòleg, biòleg i matemàtic escocès, molt conegut gràcies a la seva influent obra On Growth and Form (Sobre el creixement i la forma) (1917) en la que defensava les teories morfogenètiques.

## Vida i Obra
El seu pare (1829-1892), del mateix nom, era professor de clàssiques (llatí i grec) a l'Edimbourgh Academy i va passar a ser-ho del Queen's College de Galway (actual Universitat Nacional d'Irlanda) quan el seu fill tenia només tres anys. La seva mare va morir en el part. D'Arcy Thompson va viure amb el seu avi, Joseph Gamgee, i va estudiar a l'Edimbourgh Academy, tot i que visitava el seu pare amb freqüència. Va començar a estudiar medicina a la universitat d'Edimburg, però després de dos anys va aconseguir una beca pel Trinity College (Cambridge) on va estudiar ciències naturals i zoologia.
El 1884, amb només vint-i-quatre anys, va fundar el departament de zoologia del University College de Dundee (avui Universitat de Dundee). I el 1917 va passar a ocupar la càtedra de història natural a la universitat de St Andrews fins a la seva mort. Va ser professor durant seixanta-quatre anys, una de les carreres acadèmiques més llargues de la història. Entres el molts honors que va rebre, es compten els doctorats honoris causa de les universitats de Cambridge, Oxford i Aberdeen, haver estat nomenat Cavaller de la Reina (Sir), fellow de la Royal Society of Edinburgh (1885), de la Royal Society (1915) i de la Edinburgh Mathematical Society (1933). Malgrat la seva gran obra i treballs de recerca, Thompson va trobar temps per altres activitats: a Dundee, va ser fundador de la Dundee Social Union, una associació que s'esforçava per millorar el benestar material del més desfavorits; des de 1898 fins 1939 va ser assessor científic de la Oficina de Pesca d'Escòcia emetent informes per millorar la pesca; va ser vicepresident de la Royal Society des de 1931 i president de la Royal Society of Edinburgh entre 1934 i 1939.
Thompson va publicar més de 300 articles, tot i que la seva obra més important és el tractat On Grouth and Form, publicat el 1917, amb una segona edició revisada i ampliada de 1942, obra de la que Stephen Jay Gould va dir que era la més gran obra en prosa de la ciència del segle XX. La finalitat obertament confessada per l'autor és la de reduir els fenòmens biològics a física i, sempre que sigui possible, a matemàtiques. Aquest ús intensiu de les matemàtiques no va ser comprés pels seus col·legues, ni pels seus contemporanis, ni pels de avui en dia. Malgrat la profunditat de les seves idees i la solidesa del seu treball, D'Arcy Thompson no es compta entre es biòlegs més reconeguts: l'explicació potser que el seu estructuralisme estigui renyit amb el funcionalisme imperant a la disciplina.

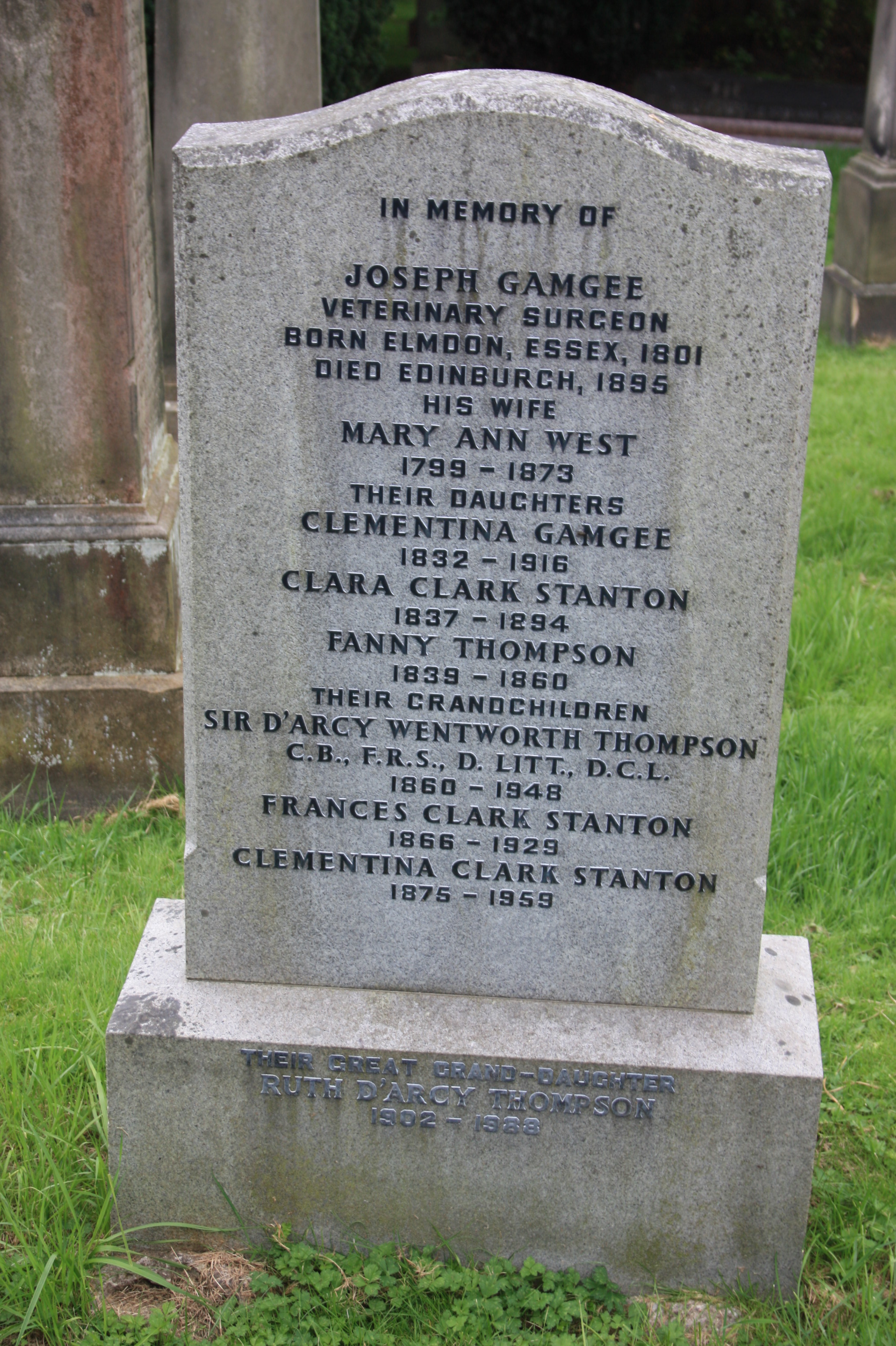
La seva tomba al Dean Cemetery d'Edimburg.